# 關人7事
《關人7事》，原名《玩大咗》，是2009年香港劇情片，由彭發擔任導演。本片主要演員包括江若琳、陳偉霆、周柏豪、周秀娜、鄭融、趙碩之、徐正曦、何尚謙、趙俊承、小肥、龔嘉欣、詹志文、陳楚喬。此片在九月成為第三屆忠武路國際電影的競賽電影及香港亞洲電影節閉幕電影節，於2009年11月5日正式上映。影片主要講述夜裡一家便利店突然接二連三發生多起涉及傷亡的事件，然後將事件的前因後果，通過相關牽涉角色逐一描述還原真相出來。

## 演員

### 主要演員
| 演員   | 角色     | 關係/暱稱 |
| 江若琳 | Ling     | 阿Ling 柏豪女友 啤酒妹 （被阿希及桔仔駕車意外撞死）                                                                                        |
| 陳偉霆 | William  | William 融融男友 收受外圍 Wylie情敵 （被Wylie殺死）                                                                                        |
| 周柏豪 | 柏 豪    | 柏豪 Ling男友 沉迷賭波 企圖打劫Leo之便利店但未得手 （被拘捕）                                                                              |
| 鄭 融  | 融 融    | 融融 William、Carolyn女友 Wylie前女友 女同性戀者                                                                                           |
| 周秀娜 | Chrissie | Chrissie 箍牙妹 桔仔女友 Katy、阿希好友 Leo之便利店女店員 Katy同事 被Leo非禮 與Katy、桔仔、阿希合謀打劫Leo之便利店                         |
| 趙碩之 | Wylie    | Wylie 融融前女友 女同性戀者 William情敵 殺死William （被拘捕）                                                                             |
| 小 肥  | 桔 仔    | 桔仔 阿橙之弟 Chrissie男友 Katy、阿希好友 與Katy、Chrissie、阿希合謀打劫Leo之便利店 與阿希合夥偷竊Leo座駕，最終駕車意外撞死Ling （被拘捕） |
| 徐正曦 | 阿 希    | 阿希 上海人，一激動就會講家鄉話 Katy男友 Chrissie、桔仔好友 與Katy、Chrissie、桔仔合謀打劫Leo之便利店 與阿希合夥偷竊Leo座駕 （被拘捕）     |
| 詹志文 | Leo      | Leo Ling的熟客 非禮Katy、Chrissie 便利店東主                                                                                               |
| 龔嘉欣 | Katy     | Katy 阿希女友 Chrissie、桔仔好友 Leo之便利店女店員 Chrissie同事 被Leo非禮 與Chrissie、桔仔、阿希合謀打劫Leo之便利店                        |

### 其他角色
| 演員   | 角色    | 關係/暱稱                               |
| 何尚謙 | 阿 橙   | 阿橙 桔仔哥哥 見習督察 （親手拘捕弟弟） |
| 陳楚喬 | Carolyn | Carolyn 融融女友 女同性戀者             |
| 趙俊承 | 巧 兒   | 巧兒 外圍艇仔 William下屬 （被拘捕）    |
| 龔慈恩 | 媽 媽   | 阿橙、桔仔之母                          |

## 外部連結
- 開眼電影網上《關人7事》的資料（繁體中文）
- 香港影庫上《關人7事》的資料（繁體中文）
- 时光网上《關人7事》的資料（简体中文）
- 豆瓣电影上《關人7事》的資料 （简体中文）
- 爛番茄上《關人7事》的資料（英文）
- 互联网电影数据库（IMDb）上《關人7事》的资料（英文）